# Hubický park
Hubický park je chráněný areál v oblasti Dunajské luhy.
Nachází se v katastrálním území obce Hubice v okrese Dunajská Streda v Trnavském kraji. Území bylo vyhlášeno v roce 1982 na rozloze 39,0 ha. Ochranné pásmo nebylo stanoveno.